# Christopher Suenson-Taylor, 3. Baron Grantchester

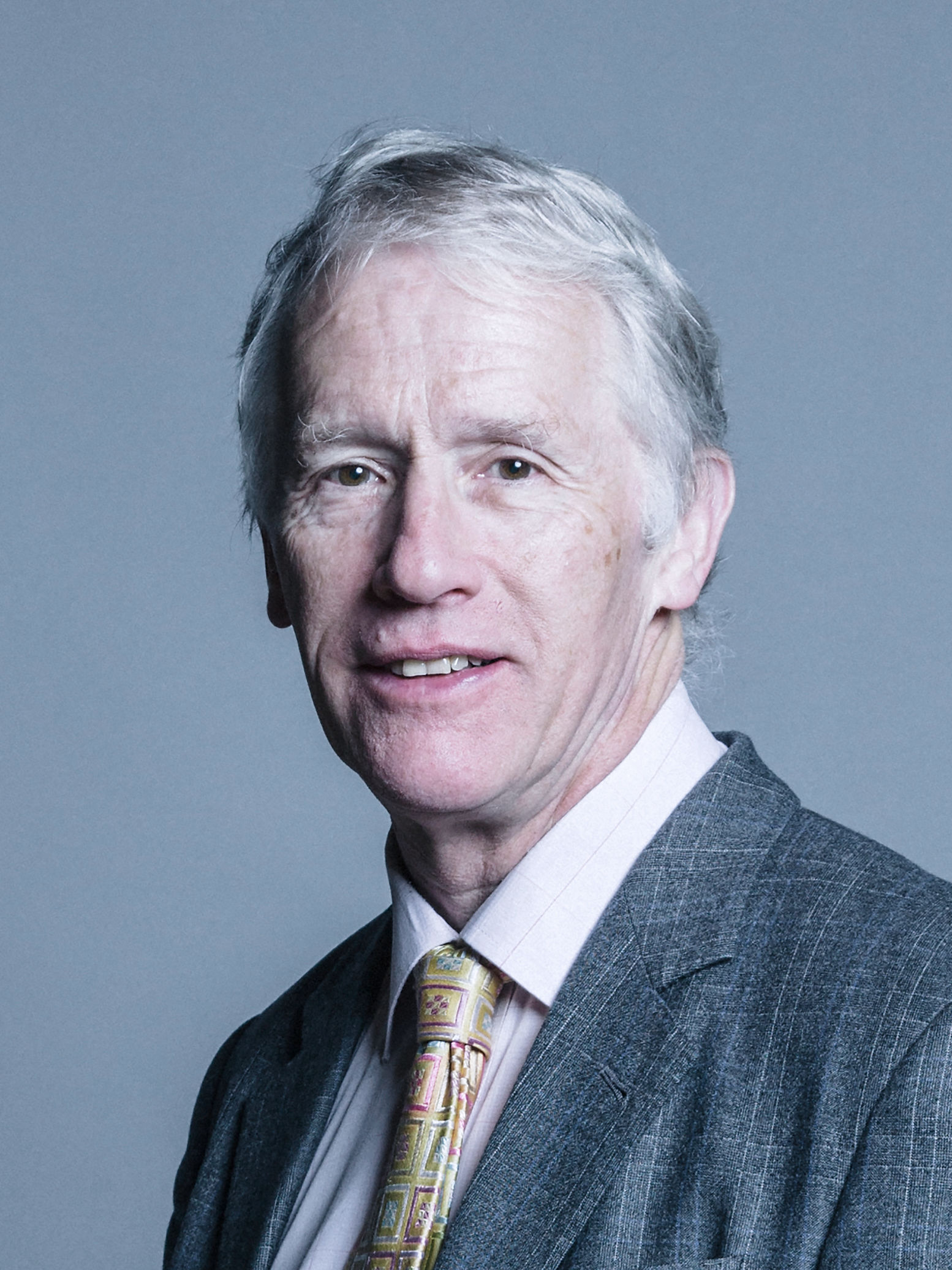
Christopher Suenson-Taylor, 3. Baron Grantchester

Christopher John Suenson-Taylor, 3. Baron Grantchester (* 8. April 1951) ist ein britischer Peer und Labour-Politiker.

## Persönliches
Er ist der Sohn des 2. Baron Grantchester, und Lady Grantchester (geb. Betty Moores) und ging auf das Winchester College, wo er Mitglied im Football Team war. Er studierte an der London School of Economics, wo er mit einem Bachelor of Science in Wirtschaftswissenschaften abschloss.
Lord Grantchester heiratete 1973 Jacqueline Jaffé; sie haben zwei Söhne und zwei Töchter.

## Geschäftliches und wohltätiges Engagement

### Littlewoods
Lord Grantchester ist mütterlicherseits Enkel von John Moores dem Gründer der ehemaligen Kaufhauskette Littlewoods. Er ist ehemaliger Direktor von Littlewoods. Laut einer 2007 in der Sunday Times veröffentlichten Liste der reichsten Briten hat seine Familie ein Vermögen von 1,2 Mrd. £.

### Fußball
Er war jahrelang Vorsitzender des Fußballclubs Everton F.C. In einer Liste des Fußballmagazins FourFourTwo wurde er regelmäßig aufgeführt, da er 8 % von Everton besitzt. Im Dezember 2000 verließ er den Vorstand von Everton.
Er ist Treuhänder der Foundation for Sport and the Arts. Er ist des Weiteren Treuhänder der David France Collection, der weltweit größten Sammlung von Fußballmemorabilien.

### Milchwirtschaft
Lord Grantchester betreibt eine Milchfarm in der Nähe von Crewe in Cheshire. Er ist Vorsitzender der South West Cheshire Dairy Association. Er war im Vorstand eines der größten britischen Unternehmens der Milchwirtschaft, Dairy Farmers of Britain, die etwa 10 % des britischen Milchmarktes bedienen.

## House of Lords
1995 erbte er von seinem Vater den Titel Baron Grantchester. Mit dem Titel war ein erblicher Sitz im House of Lords verbunden, den er 1999 durch die Reform des House of Lords Act 1999 wieder verlor. 2003 wurde er bei einer Nachwahl von der Labour Party wieder ins House of Lords gewählt. Er nahm dort den Sitz des verstorbenen Arthur Milner, 2. Baron Milner of Leeds ein.